# Singoli al numero uno nella Billboard Hot 100 nel 1989
La Billboard Hot 100 è la classifica dei singoli più venduti negli Stati Uniti d'America redatta dal magazine Billboard.

## HOT 100
Il singolo più venduto del 1989 è stato Look Away dei Chicago che, nonostante abbia mantenuto la vetta della classifica per due settimane nel dicembre dell'anno precedente, non ha mai raggiunto il primo posto nel 1989. Tra i singoli arrivati in vetta alla classifica nel corso del 1989 il più venduto è stato My Prerogative di Bobby Brown, risultato al secondo posto nella classifica cumulativa di fine anno di Billboard.

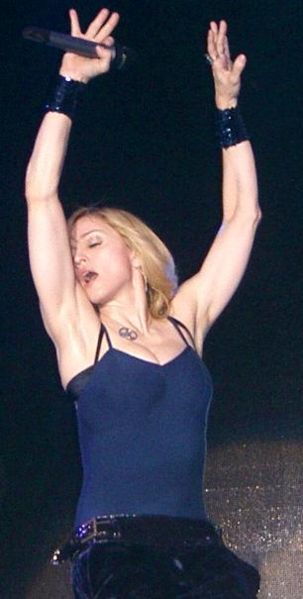
Madonna raggiunse la vetta della classifica con il controverso singolo Like a Prayer.

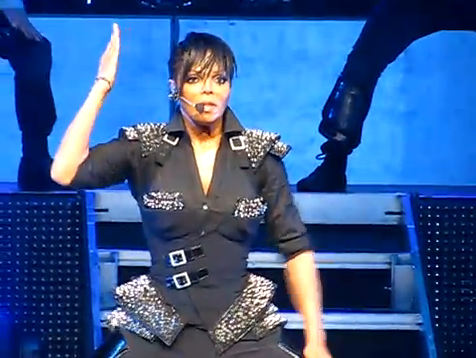
Janet Jackson trascorse quattro settimane consecutive al primo posto con Miss You Much.

| Data di Pubblicazione | Canzone                        | Artista               | Fonte  |
| --------------------- | ------------------------------ | --------------------- | ------ |
| 7 gennaio             | "Every Rose Has Its Thorn"     | Poison                | [ 1 ]  |
| 14 gennaio            | "My Prerogative"               | Bobby Brown           | [ 2 ]  |
| 21 gennaio            | "Two Hearts"                   | Phil Collins          | [ 3 ]  |
| 28 gennaio            | "Two Hearts"                   | Phil Collins          | [ 4 ]  |
| 4 febbraio            | "When I'm with You"            | Sheriff               | [ 5 ]  |
| 11 febbraio           | "Straight Up"                  | Paula Abdul           | [ 6 ]  |
| 18 febbraio           | "Straight Up"                  | Paula Abdul           | [ 7 ]  |
| 25 febbraio           | "Straight Up"                  | Paula Abdul           | [ 8 ]  |
| 4 marzo               | "Lost in Your Eyes"            | Debbie Gibson         | [ 9 ]  |
| 11 marzo              | "Lost in Your Eyes"            | Debbie Gibson         | [ 10 ] |
| 18 marzo              | "Lost in Your Eyes"            | Debbie Gibson         | [ 11 ] |
| 25 marzo              | "The Living Years"             | Mike + The Mechanics  | [ 12 ] |
| 1º aprile             | "Eternal Flame"                | The Bangles           | [ 13 ] |
| 8 aprile              | "The Look"                     | Roxette               | [ 14 ] |
| 15 aprile             | "She Drives Me Crazy"          | Fine Young Cannibals  | [ 15 ] |
| 22 aprile             | "Like a Prayer"                | Madonna               | [ 16 ] |
| 29 aprile             | "Like a Prayer"                | Madonna               | [ 17 ] |
| 6 maggio              | "Like a Prayer"                | Madonna               | [ 18 ] |
| 13 maggio             | "I'll Be There for You"        | Bon Jovi              | [ 19 ] |
| 20 maggio             | "Forever Your Girl"            | Paula Abdul           | [ 20 ] |
| 27 maggio             | "Forever Your Girl"            | Paula Abdul           | [ 21 ] |
| 3 giugno              | "Rock On"                      | Michael Damian        | [ 22 ] |
| 10 giugno             | "Wind Beneath My Wings"        | Bette Midler          | [ 23 ] |
| 17 giugno             | "I'll Be Loving You (Forever)" | New Kids on the Block | [ 24 ] |
| 24 giugno             | "Satisfied"                    | Richard Marx          | [ 25 ] |
| 1º luglio             | "Baby Don't Forget My Number"  | Milli Vanilli         | [ 26 ] |
| 8 luglio              | "Good Thing"                   | Fine Young Cannibals  | [ 27 ] |
| 15 luglio             | "If You Don't Know Me by Now"  | Simply Red            | [ 28 ] |
| 22 luglio             | "Toy Soldiers"                 | Martika               | [ 29 ] |
| 29 luglio             | "Toy Soldiers"                 | Martika               | [ 30 ] |
| 5 agosto              | "Batdance"                     | Prince                | [ 31 ] |
| 12 agosto             | "Right Here Waiting"           | Richard Marx          | [ 32 ] |
| 19 agosto             | "Right Here Waiting"           | Richard Marx          | [ 33 ] |
| 26 agosto             | "Right Here Waiting"           | Richard Marx          | [ 34 ] |
| 2 settembre           | "Cold Hearted"                 | Paula Abdul           | [ 35 ] |
| 9 settembre           | "Hangin' Tough"                | New Kids On the Block | [ 36 ] |
| 16 settembre          | "Don't Wanna Lose You"         | Gloria Estefan        | [ 37 ] |
| 23 settembre          | "Girl I'm Gonna Miss You"      | Milli Vanilli         | [ 38 ] |
| 30 settembre          | "Girl I'm Gonna Miss You"      | Milli Vanilli         | [ 39 ] |
| 7 ottobre             | "Miss You Much"                | Janet Jackson         | [ 40 ] |
| 14 ottobre            | "Miss You Much"                | Janet Jackson         | [ 41 ] |
| 21 ottobre            | "Miss You Much"                | Janet Jackson         | [ 42 ] |
| 28 ottobre            | "Miss You Much"                | Janet Jackson         | [ 43 ] |
| 4 novembre            | "Listen to Your Heart"         | Roxette               | [ 44 ] |
| 11 novembre           | "When I See You Smile"         | Bad English           | [ 45 ] |
| 18 novembre           | "When I See You Smile"         | Bad English           | [ 46 ] |
| 25 novembre           | "Blame It on the Rain"         | Milli Vanilli         | [ 47 ] |
| 2 dicembre            | "Blame It on the Rain"         | Milli Vanilli         | [ 48 ] |
| 9 dicembre            | "We Didn't Start the Fire"     | Billy Joel            | [ 49 ] |
| 16 dicembre           | "We Didn't Start the Fire"     | Billy Joel            | [ 50 ] |
| 23 dicembre           | "Another Day in Paradise"      | Phil Collins          | [ 51 ] |
| 30 dicembre           | "Another Day in Paradise"      | Phil Collins          | [ 52 ] |